# 規制改革推進室
規制改革推進室（きせいかいかくすいしんしつ）は、内閣府政策統括官（経済社会システム担当）内に設置されている部局であり、規制改革推進会議の庶務を担当している。

## 概要
規制改革に関する企画・立案・総合調整及び推進を担う。規制所管省庁等と調整を行い、政府の規制改革の取組方針をとりまとめている。